# Дёмин, Иван Гаврилович
Иван Гаврилович Дёмин (2 августа 1895 — август 1942) — советский военачальник, участник Первой мировой войны, Гражданской войны, Великой Отечественной войны.

## Биография
Родился в селе Дордов, Новосильского уезда, Тульской губернии (по др. данным — в Тамбове) в семье крестьянина.

### В РИА
Участник первой мировой войны, подпоручик.

### В РККА
В РККА с апреля 1918 г.
Во время Гражданской войны — начальник отдельного партизанского отряда на
Восточном фронте, комиссар Отдельной пехотной бригады,
Помощник Веневского и Каширского уездных военкомов,
Комиссар 2-го караульного батальона,
Комиссар, командир 21-го Тульского стрелкового полка, затем — 80-го стрелкового
полка 9-й стрелковой дивизии.
Награждён двумя орденами Красного Знамени. Из представлений к наградам:
1). «Награждается орденом Красного Знамени... бывший командир 80-го стрелкового полка Демин Иван Гаврилович — за то, что в бою 1 октября 1920 г., когда во время отдыха полка после взятия деревни Волноваха противник, пользуясь затишьем,  обрушился на 80-й стрелковый полк, тов. Демин, загнув левый фланг полка, с подошедшим на поддержку батальоном 81-го стрелкового полка перешел в контратаку и обратил в бегство кавалерию противника, чем и спас положение бригады. 80-й стрелковый полк, находясь все время под ружейным и пулеметным огнем противника, под личным руководством тов. Демина отбил до 30 конных и пеших атак неприятеля» (приказ РВСР № 343 от 12 декабря 1921 г.).
2). «Утверждается присуждение на основании приказов РВСР 1919 г. №№ 511 и
2322 бывшего командующего всеми вооруженными силами на Украине и в Крыму
ордена Красного Знамени за отличия в боях с контрреволюционными войсками на Южном фронте в 1920 г. ...командиру 80-го стрелкового полка тов. Демину Ивану Гавриловичу» (приказ РВСР № 136 от 7 июня 1922 г.).

### В межвоенный период
После гражданской войны — командир батальона 118-го стрелкового полка 54-я стрелковой дивизии, 80-го стрелкового полка 9-й стрелковой дивизии,
2-го полка Отдельной бригады Запасной армии Республики,
Командир 290-го стрелкового полка 97-й отдельной стрелковой бригады,
Военком Кубанского отдела, помощник военкома Кубано-Черноморской области по политчасти,
Военком и помощник военкома Кубанского округа.
С декабря 1924 г. — в бессрочном отпуске. Издательско-типографский работник.
С ноября 1941 г. в рядах Красной Армии. Призван Октябрьским РВК Московская область 
Старший лейтенант. Командир отдельного заградительного батальона 439-го стрелкового полка 52-й стрелковой дивизии.
Тяжёлый бой принял 23.07.1942 года под Ржевом. Принял участие в Ржевско-Сычевской стратегической наступательной операции.
Во время боёв под Ржевом погиб в августе 1942 года.
Место захоронения: Тверская область (Калининская область), Ржевский район, д. Галахово 

## Семья
- Жена, Преображенская Александра Фоминична

## Награды
- Орден Красного Знамени(РСФСР) (1921)[6].
- Орден Красного Знамени(РСФСР) 3.11.1944[7]

## Память
- На могиле установлен надгробный памятник.
- Его имя увековечено в Главном Храме Вооружённых сил России, и навсегда запечатлено ДЕМИН ИВАН ГАВРИЛОВИЧ  на мемориале «Дорога памяти»

## Воинские чины и звания
Нижний чин
Прапорщик
Подпоручик
Старший лейтенант